# Buddy Leach

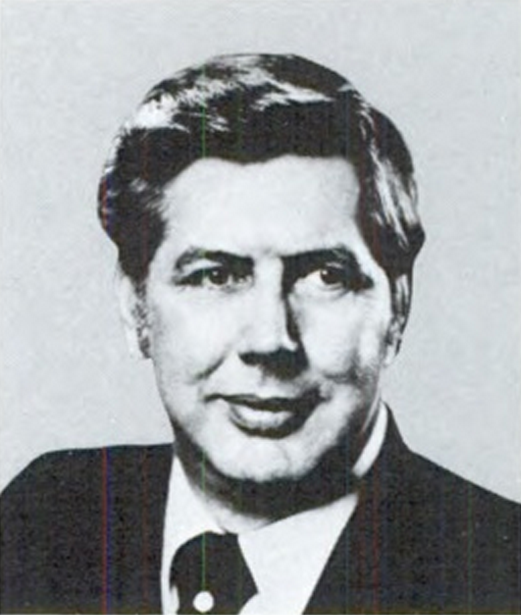
Buddy Leach (1979)

Anthony Claude „Buddy“ Leach (* 30. März 1934 in Leesville, Vernon Parish, Louisiana; † 6. August 2022 in Baton Rouge, Louisiana) war ein US-amerikanischer Politiker (Demokratische Partei). Zwischen 1979 und 1981 vertrat er den Bundesstaat Louisiana im US-Repräsentantenhaus.

## Werdegang
Buddy Leach besuchte die öffentlichen Schulen seiner Heimat und studierte danach bis 1955 an der Louisiana State University in Baton Rouge. Zwischen 1956 und 1959 diente er in der US Army. Nach einem anschließenden Jurastudium an der Louisiana State University und seiner im Jahr 1963 erfolgten Zulassung als Rechtsanwalt begann er in Leesville in seinem neuen Beruf zu arbeiten. Außerdem wurde er in verschiedenen anderen Branchen wie der Landwirtschaft oder der Gas- und Ölbranche tätig. Dabei wurde er ein wohlhabender Mann.
Politisch wurde Leach Mitglied der Demokratischen Partei. Zwischen 1967 und 1978 saß er als Abgeordneter im Repräsentantenhaus von Louisiana. Bei den Kongresswahlen des Jahres 1978 wurde er im vierten Wahlbezirk von Louisiana in das US-Repräsentantenhaus in Washington, D.C. gewählt, wo er am 3. Januar 1979 die Nachfolge von Joe Waggonner antrat. Bis zum 3. Januar 1981 konnte er aber nur eine Legislaturperiode im Kongress absolvieren.
Zwischen 1984 und 1988 war Leach erneut Abgeordneter im Repräsentantenhaus von Louisiana. 2003 bewarb er sich erfolglos um das Amt des Gouverneurs seines Staates: Im ersten Wahlgang belegte er mit 13,8 Prozent der Stimmen den vierten Platz und schied damit aus; den zweiten Wahlgang gewann dann Kathleen Blanco. Ab Januar 2010 war Buddy Leach Parteivorsitzender der Demokraten in Louisiana. Er war seit 1969 mit Laura Alexander verheiratet. Das Paar hat drei erwachsene Kinder.